# Mărăcineni (okręg Ardżesz)
Mărăcineni – wieś w Rumunii, w okręgu Ardżesz, w gminie Mărăcineni. W 2011 roku liczyła 3228 mieszkańców.